# Crna Bara (Bogatić)
Pour les articles homonymes, voir Crna Bara (homonymie).
Crna Bara (en serbe cyrillique : Црна Бара) est une localité de Serbie située dans la municipalité de Bogatić, district de Mačva. Au recensement de 2011, elle comptait 1 924 habitants.
Crna Bara est officiellement classée parmi les villages de Serbie.

## Tourisme

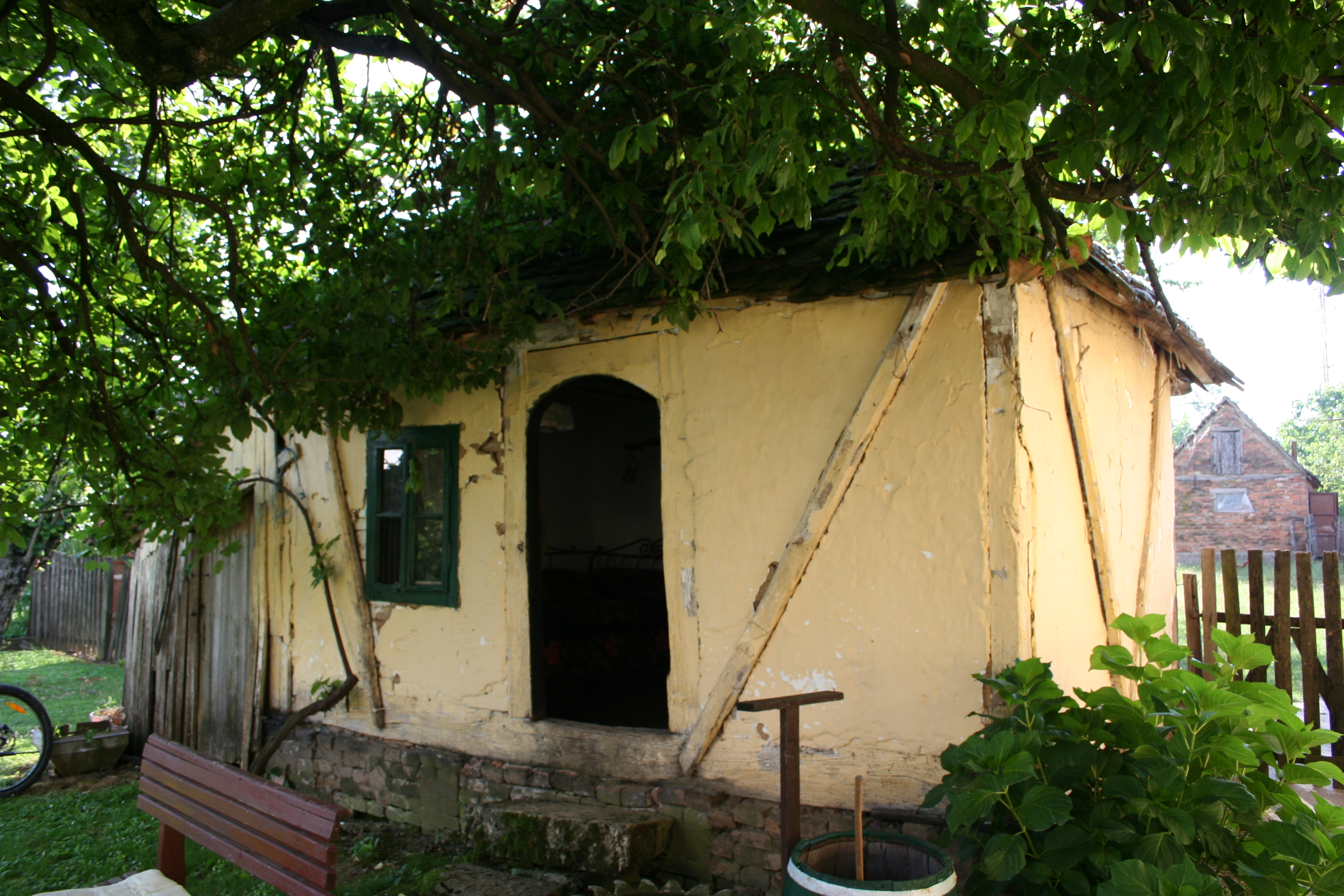
Le vajat du haïdouk Veljko Petrović à Crna Bara

## Démographie

### Évolution historique de la population
| 1948  | 1953  | 1961  | 1971  | 1981  | 1991  | 2002  | 2011  |
| ----- | ----- | ----- | ----- | ----- | ----- | ----- | ----- |
| 2 813 | 2 909 | 2 836 | 2 726 | 2 606 | 2 462 | 2 270 | 1 924 |

|  |